# Frederiksdal Mølle

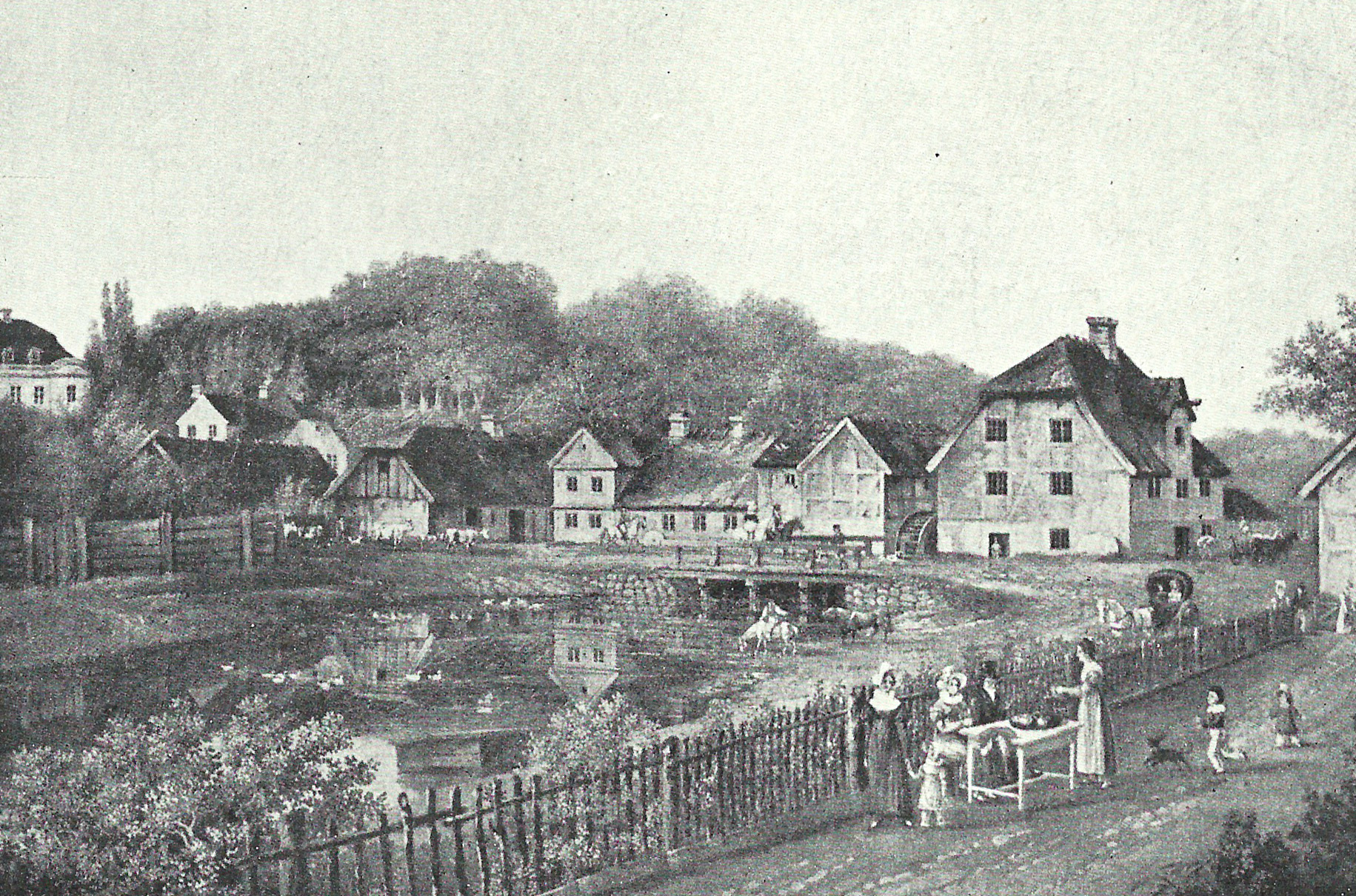
Mølleåen vid Frederiksdal i början av 1800-talet. till vänster slottet, i mitten kvarnen och i förgrunden beværtningshaven (gästgiveriträdgården).

Frederiksdal Mølle (även Hjortholm Mølle) var en vattenkvarn (danska: vandmølle) vid Mølleåen på Själland i Danmark. Nuvarande Frederiksdal Sluse (Frederiksdals sluss).

## Hjortholm Mølle
Frederiksdal Mølle var ursprungligen en kvarn (mölla) som uppfördes och drevs i förbindelse med den medeltida fästningen Hjortholm. I Roskildebiskopens jordebok från 1370-talet förekommer en molendinum Lanxebyerghs ("kvarnen vid Langsøbjerg"), som möjligen anspelar till kvarnen vid Hjortholm.
Efter reformationen ingick kvarnen liksom borgen under kronogodset, som annekterade det. År 1608 gavs det till slottsfogden på Köpenhamns slott Hans Merckel von Schmalkalden på livstid. Han uppförde ett antal byggnader, som var av sådan storlek och kvalitet att Kristian IV föredrog att övernatta där när han passerade området på sina resor.
Fram till dess hade kvarnen varit spannmålskvarn, men 1650 inrättades under storgodsägaren och räntmästaren Henrik Müllers ledning en fabrik som tillverkade mässingstråd och kopparvaror. Hjortholm mølle blev ett större industrikomplex med både kvarndrift, järnvarutillverkning samt skogs- och jordbruk. Müller övertog omkring 1660 också Nymølle, och kunde därigenom utöka kopparproduktionen. Bland annat tillverkade Hjortholm Mølle koppartakplåtarna till Fredrik III:s bibliotekbyggnad på Slotsholmen (nuvarande Rigsarkivet) i Köpenhamn.
För att öka kvarnens kapacitet fördämde man sjön Furesø, så att vattentrycket på kvarnhjulet blev större. Men om blev det för stort, riskerade man en utökad vattenmängd längre ner i Mølleån med därav följande översvämning. Detta skedde i oktober 1650, när Strandmøllen översvämmades med stor ödeläggelse som följd. Strandmøllens dåvarande ägare, Johan Ettersen, väckte talan mot Müller och krävde skadestånd, men Müller frikändes 1652 vid landstinget.

## Frederiksdal Mølle
År 1668 köpte kung Fredrik III marken, då han hade planer om att uppföra ett stort lyststed (lustställe/plats, se: lustslott) kallat Frederiksdal. Inledande förberedelser gjordes, bland annat revs flera av de dåvarande byggnaderna och två tegelugnar uppfördes på platsen, men kungen dog 1670 och hans son Kristian V inställde projektet. Han överlämnade marken till sin gemål Charlotta Amalia, som såg till att de lönsamma anläggningarna, däribland kvarndriften, dammanvändningen och skogsdriften underhölls. Hon ändrade den dåvarande kopparkvarnen till papperskvarn 1673. År 1693 anställdes den tyske pappersmakaren Johan Drewsen som arrendator på kvarnen, samt även på Strandmøllen, som drottningen likaledes ägde. Papperstillverkningen blev dock inte framgångsrik. Den lades ner år 1700, och man återföll då till att bara att driva spannmålskvarnen fram till 1727.
Efter drottningens död 1714 tillföll marken sonen Fredrik IV, som överlät den till sin syster prinsessan Sofia Hedvig. Hon påbörjade bygget av en större huvudbyggnad på Frederiksdal, som av okänd anledning har en påfallande likhet med Ørholm Hovedgård.
År 1739 övertog utrikesminister Johan Sigismund Schulin arrendet av Frederiksdal, och några år senare även de kringliggande anläggningarna. I slutet av 1700-talet byggdes ett tröskverk intill spannmålskvarnen för valkning av kläder. Kvarnen brann 1837, och istället byggdes ett nytt pappersbruk, men även detta försök misslyckades och lades ner 1845.

## Frederiksdal Sluse
I slutet av 1800-talet lades även spannmålskvarnen ner. På platsen bevarades bara slussen (danska: sluse) på samma plats som den nuvarande slussen finns. År 1875 köpte Fuursø-Møllestrøms Interessentskab Frederiksdal Mølle, för att hantera vattnet från sjön Furesøen, och ägarskapet är fortfarande i kraft. I samband med byggandet av Köpenhamns befästning gjordes ett antal förändringar i Mølleåens lopp och ett överfallsvärn (danska: stemmeværk) uppfördes. Meningen var att man vid ett fientligt intrång skulle kunde översvämma området omkring galoppbanan vid Klampenborg med vatten från Furesøen. Frederiksdals sluss är fortfarande en huvudpunkt i kontrollen av Furesøens vattenmassor, men den användes aldrig militärt.
I anslutning till möllan uppfördes även ett värdshus (danska: kro), och resterna av denna grävdes ut 1974–1975. Här fann man fem stensatta källarrum från mitten av 1600-talet, samt enskilda fynd som kunde dateras till perioden 1650–1800. Därutöver hittades en del metallavfall från Henrik Müllers koppartillverkning.